# Cize (Jura)
Cize é uma comuna francesa na região administrativa de Borgonha-Franco-Condado, no departamento de Jura. Estende-se por uma área de 4,19 km². Em 2010 a comuna tinha 822 habitantes (densidade: 196,2 hab./km²).